# Astérix en los Juegos Olímpicos (videojuego)
Astérix en los Juegos Olímpicos es un videojuego de deportes ambientado en los Juegos Olímpicos y basado parcialmente en el cómic homónimo y en la película de mismo nombre. El juego ha sido desarrollado por Etranges Libelulles y publicado por Atari para las consolas Nintendo DS, Wii, PlayStation 2 y Xbox 360, además de para PC, llegando al mercado a principios de 2008.
Los jugadores pueden practicar varios deportes olímpicos tales como lanzamiento de jabalina, lanzamiento de martillo, salto de longitud, carreras en diversos estilos y diversos deportes más.